# Lukas Königshofer
Lukas Königshofer est un footballeur autrichien, né le 16 mars 1989 à Vienne. Il évolue au poste de gardien de but.

## Palmarès
Vierge

## Statistiques
| Saison    | Club         | Pays       | Championnat | Coupes nationales | Coupes d'Europe | Autriche |
| --------- | ------------ | ---------- | ----------- | ----------------- | --------------- | -------- |
| 2010-2011 | Rapid Vienne | Bundesliga | -           | 1 match           | -               | -        |
| 2011-2012 | Rapid Vienne | Bundesliga | 20 matchs   | -                 | -               | -        |
| 2012-2013 | Rapid Vienne | Bundesliga | 6 matchs    | -                 | 3 matchs        | -        |

Dernière mise à jour le 29 août 2012